# Jan Snopek
Jan Snopek (* 21. Juni 1976 in Prag, Tschechoslowakei) ist ein ehemaliger tschechischer Eishockeyspieler, der heute als Nachwuchstrainer arbeitet.

## Karriere
Jan Snopek begann seine Karriere als Eishockeyspieler des HC Sparta Prag.  Von 1993 bis 1997 war er bei den Oshawa Generals, die ihn beim CHL Import Draft 1993 als insgesamt 28. Spieler gezogen hatten, in der kanadischen Juniorenliga Ontario Hockey League aktiv war. In der Saison 1996/97 gewann er mit seiner Mannschaft den J. Ross Robertson Cup, den Meistertitel der OHL. Im darauf folgenden Memorial Cup wurde er in das All-Star Team gewählt. Während seiner Juniorenzeit wurde der Verteidiger im NHL Entry Draft 1995 in der fünften Runde als insgesamt 109. Spieler von den Edmonton Oilers ausgewählt, für die er allerdings nie spielte. Stattdessen begann er die Saison 1997/98 bei den Saint John Flames aus der American Hockey League, für die er allerdings nur zwei Spiele bestritt, ehe er die gesamte restliche Spielzeit beim VIK Västerås HK in der schwedischen Elitserien verbrachte. Daraufhin kehrte er in seine tschechische Heimat zurück, in der er je zwei Jahre lang für den HC Karlovy Vary, HC Slavia Prag und den HC Znojemští Orli in der Extraliga auf dem Eis stand. 
Zur Saison 2004/05 wurde Snopek vom HC Pardubice verpflichtet, mit dem er auf Anhieb den tschechischen Meistertitel gewann. Zu diesem Erfolg trug er mit 29 Scorerpunkten, davon sieben Tore, in insgesamt 66 Spielen bei. Von 2007 bis 2009 war der Rechtsschütze sogar Mannschaftskapitän in Pardubice. Dennoch verließ er den Verein und spielte in den folgenden eineinhalb Jahren für den HC České Budějovice, ehe er die Saison 2010/11 bei Kärpät Oulu in der finnischen SM-liiga beendete. Dort verbrachte er auch die komplette folgende Spielzeit. Nach kurzen Engagements in Kasachstan und Norwegen folgte im Januar 2013 der Wechsel nach Italien, wo er bei Milano Rossoblu aus der Serie A1 unterschrieb.
Zu Beginn der Saison 2013/14 absolvierte er ein Try-Out bei den WSV Sterzing Broncos, erhielt einen Vertrag, entschied sich aber im Oktober 2013, die Broncos zu verlassen. Anschließend beendete er seine Karriere, beendete seine Ausbildung und agiert seit 2014 als Nachwuchs- und Konditionstrainer beim HC Plzen.

### International
Für Tschechien nahm Snopek im Jahr 2004 an der Euro Hockey Tour teil. In drei Spielen blieb er dabei punkt- und straflos.

## Erfolge und Auszeichnungen
- 1997 J.-Ross-Robertson-Cup-Gewinn mit den Oshawa Generals
- 1997 Memorial Cup All-Star Team
- 2005 Tschechischer Meister mit dem HC Pardubice

## Statistik
(Stand: Ende der Saison 2011/12)